# Jacques Stuart (1540-1541)
Pour les articles homonymes, voir Jacques Stuart et Stuart.
Titre
Duc de Rothesay
22 mai 1540 – 21 avril 1541
(10 mois et 30 jours)
Jacques Stuart, duc de Rothesay (22 mai 1540 – 21 avril 1541), est le fils aîné de Jacques V et de Marie de Guise.
À l'époque de la naissance du jeune duc à Saint Andrews, Jacques V a perdu ses fils Jacques et Arthur. Le nouveau duc de Rothesay et son père sont les seuls descendants légitimes vivants de Jacques IV d'Écosse, grand-père paternel de l'enfant. L'héritier présomptif était depuis 1536 James Hamilton, 2e comte d'Arran, cousin issu de germain de Jacques V.
Le jeune duc meurt juste un an après sa naissance, à Saint Andrews. Son frère cadet, Arthur Stuart, duc d'Albany, naît en avril 1541 mais les deux frères meurent avant la fin du mois. Leur mort laisse Jacques V sans enfant légitime, et le comte d'Arran redevient héritier du trône. Leur jeune sœur Marie voit le jour l'année suivante et succède à son père juste quelques jours après sa naissance, sous le nom de Marie Ire.

## Sources
- (en) Cet article est partiellement ou en totalité issu de l’article de Wikipédia en anglais intitulé « James, Duke of Rothesay » (voir la liste des auteurs).

- Alison Weir, Britain's Royal Family: A Complete Genealogy